# Ellisif Wessel

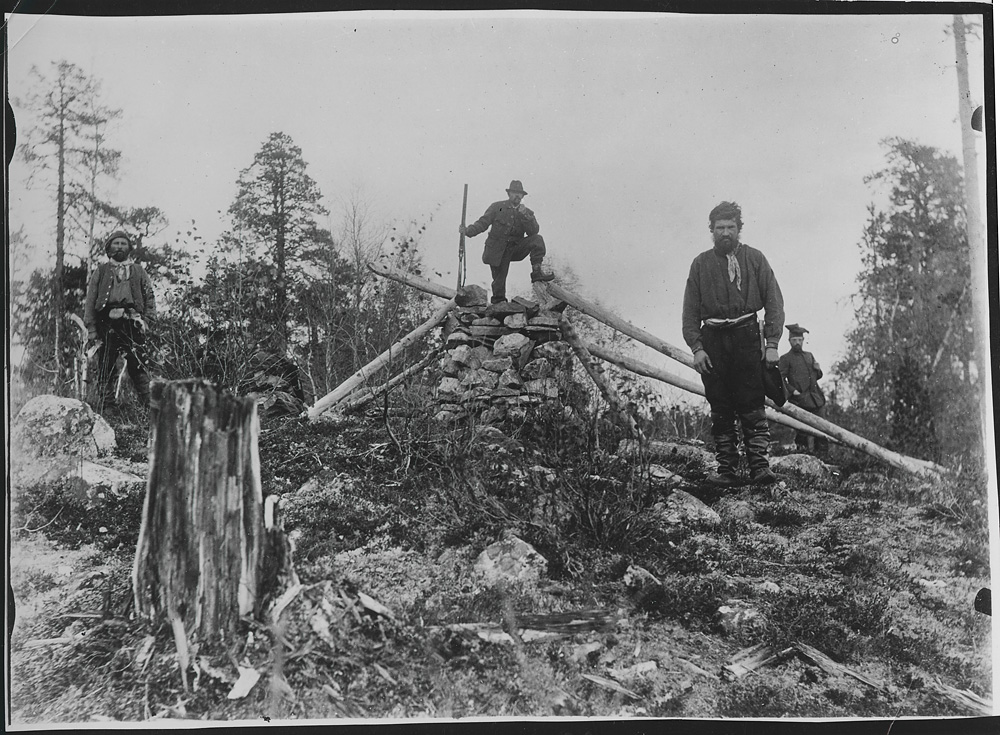
Fyra män vid Treriksröset. Fotot är taget mellan 1898 och 1915 av Ellisif Wessel

Ellisif Ranveig Wessel, född Müller 14 juli 1866 i Østre Gausdal, död 28 november 1949 i Kirkenes, var en norsk författare, fotograf och politisk aktivist inom arbetarrörelsen.
Ellisif Wessel var dotter till distriktsläkaren Wilhelm Jacobi Müller (1830–1909) och Hansine Pauline Ross (1830–1907). Hon växte upp i ett strängt pietistiskt hem och slutade sin skolutbildning på realskolan i Nissen 1882. Hon gifte sig i mars 1886 med sin kusin Andreas Wessel (1858–1940), som var nyexaminerad läkare, och flyttade med maken till Kirkenes. År 1904 slöt hon sig till arbetarrörelsen och gjorde en betydande insats i utvecklingen av den första fackliga och politiska arbetarrörelsen i Finnmark, bland annat genom att grunda fackföreningen Nordens Klippe 1906. Hon började där dokumentärfotografera landskap och arbetsliv. I boken Fra vor grændse mod Rusland 1902 dokumenterade hon samisk kultur. Under sina resor blev hon också varse den utbredda fattigdomen i regionen och blev politisk aktivist.
Hennes motiv är typiska för det som många önskar föreviga på bilder:  stämningsfulla landskap, lekande barn, människor i arbete, lokala klädesskick, stora och små evenemang och reseskildringar. Hon hade en hög teknisk kvalitet i sina fotografier och en upparbetad känsla för bildkomposition. Hon har dokumenterat numera försvunna byggnader och miljöer i Sør-Varanger, som den östsamiska sommarboplatsen i Boris Gleb. Hennes mest aktiva period var omkring sekelskiftet 1800/1900. Efter 1920 finns inga bevarade fotografier av henne, och troligtvis hade hon då slutat fotografera. Varanger museum äger en fotografisamling med över 400 motiv. och Norsk Folkemuseum har också en betydande samling bilder av henne.
Ellisef Wessel gav också ut barnboken Den lille socialist (1914), flera diktsamlingar och en egen tidskrift, samt skrev en mängd dikter och artiklar i arbetarpressen. Wessel var också fotograf och efterlämnade ett värdefullt kulturhistoriskt fotomaterial från Sør-Varanger.
Paret Wessel fick sju barn, men alla dog unga.

## Bildgalleri

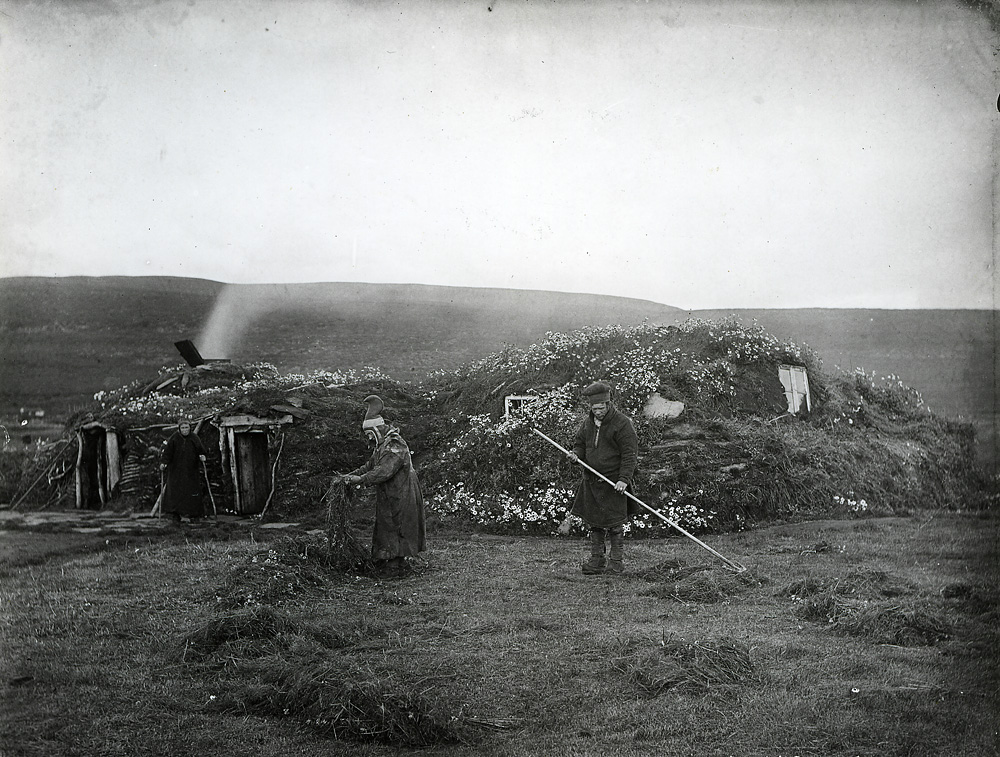
Hötorkning, Vestre Jakobselv, Nesseby socken, omkring 1900
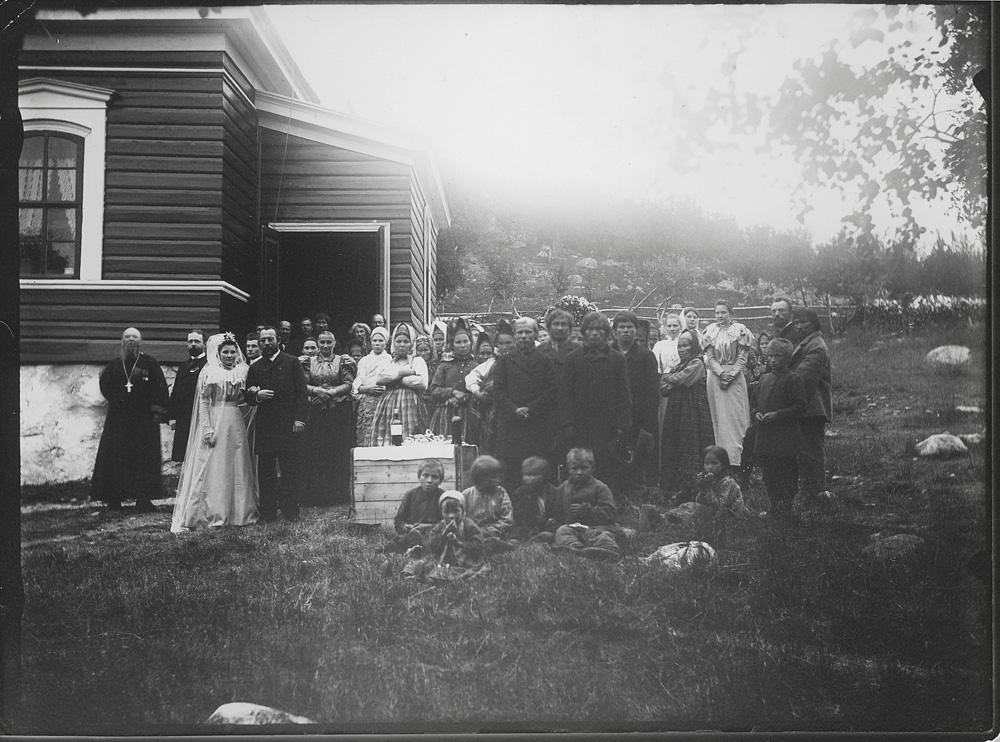
Gruppfotografi från ett bröllop i Boris Gleb. Till höger står Andreas Wessel, omkring 1897
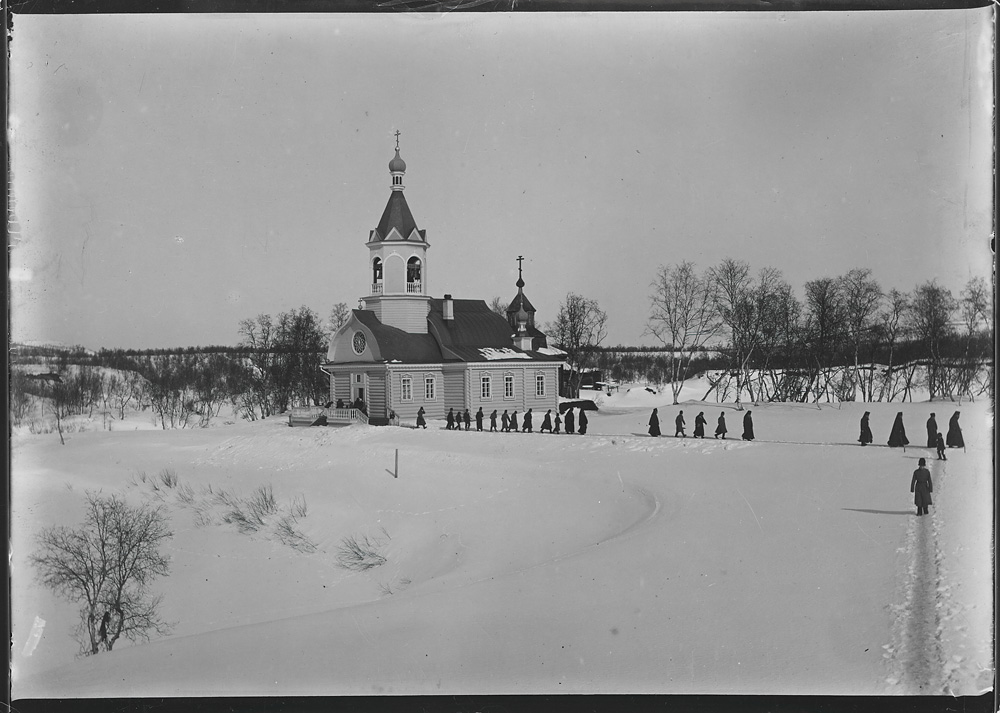
Petsamo klosterkyrka, troligen 1911
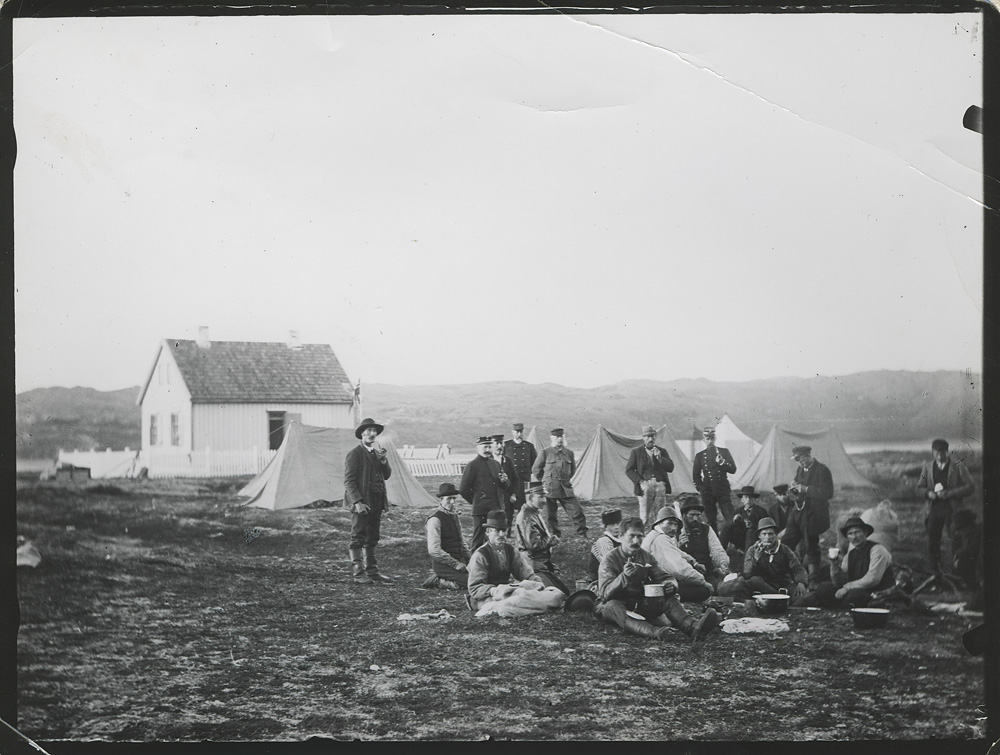
Telegrafarbetare i Grense Jakobselv
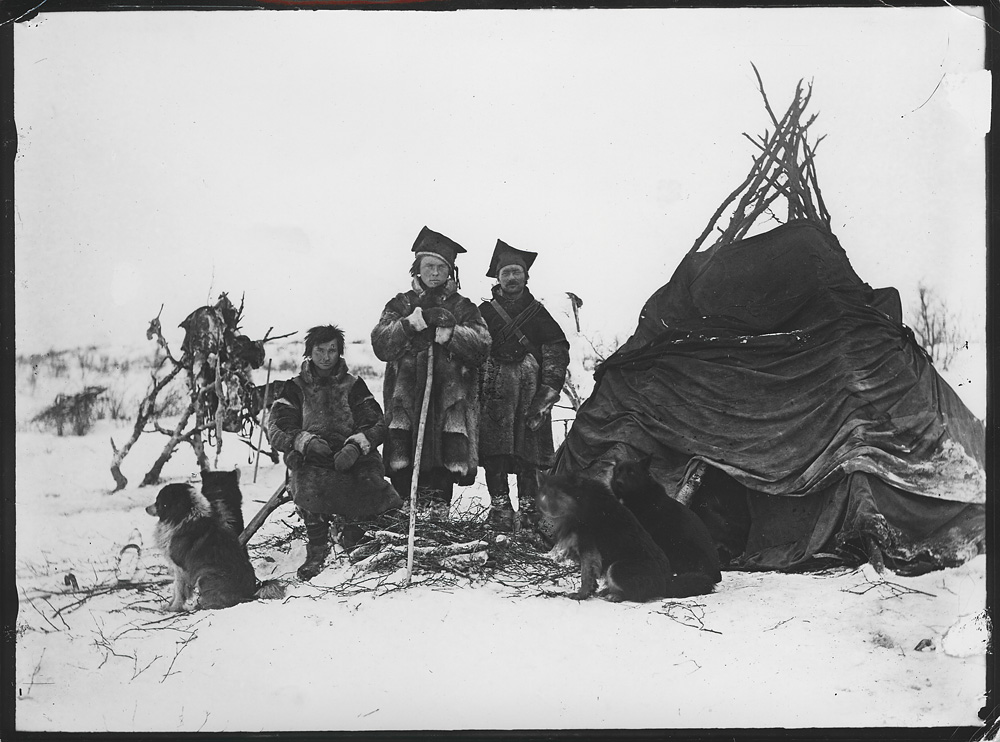
Skoltsamer med hundar utanför sitt tält, väster om Langfjordvann i Sør-Varanger
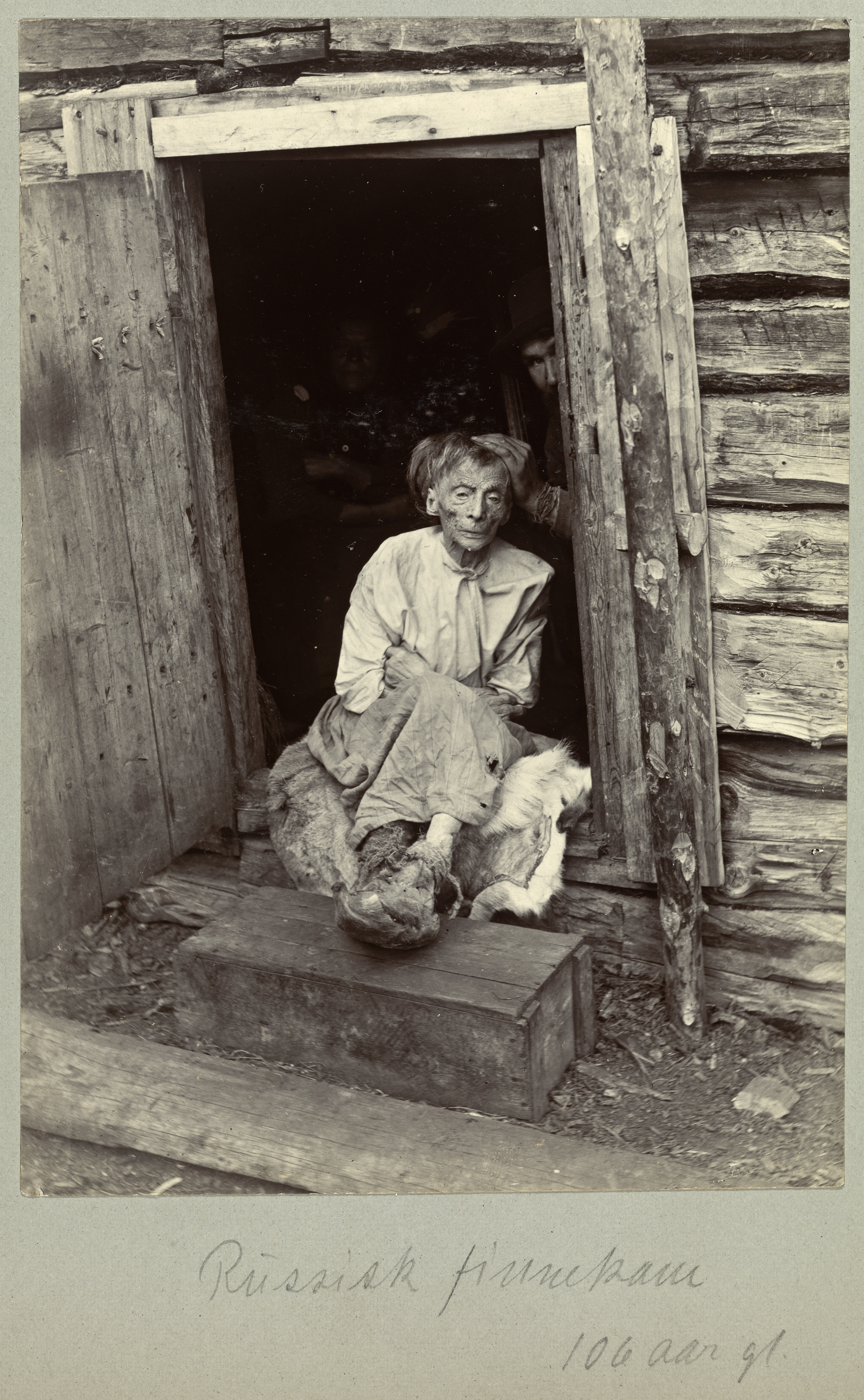
En 100-årig kvinna
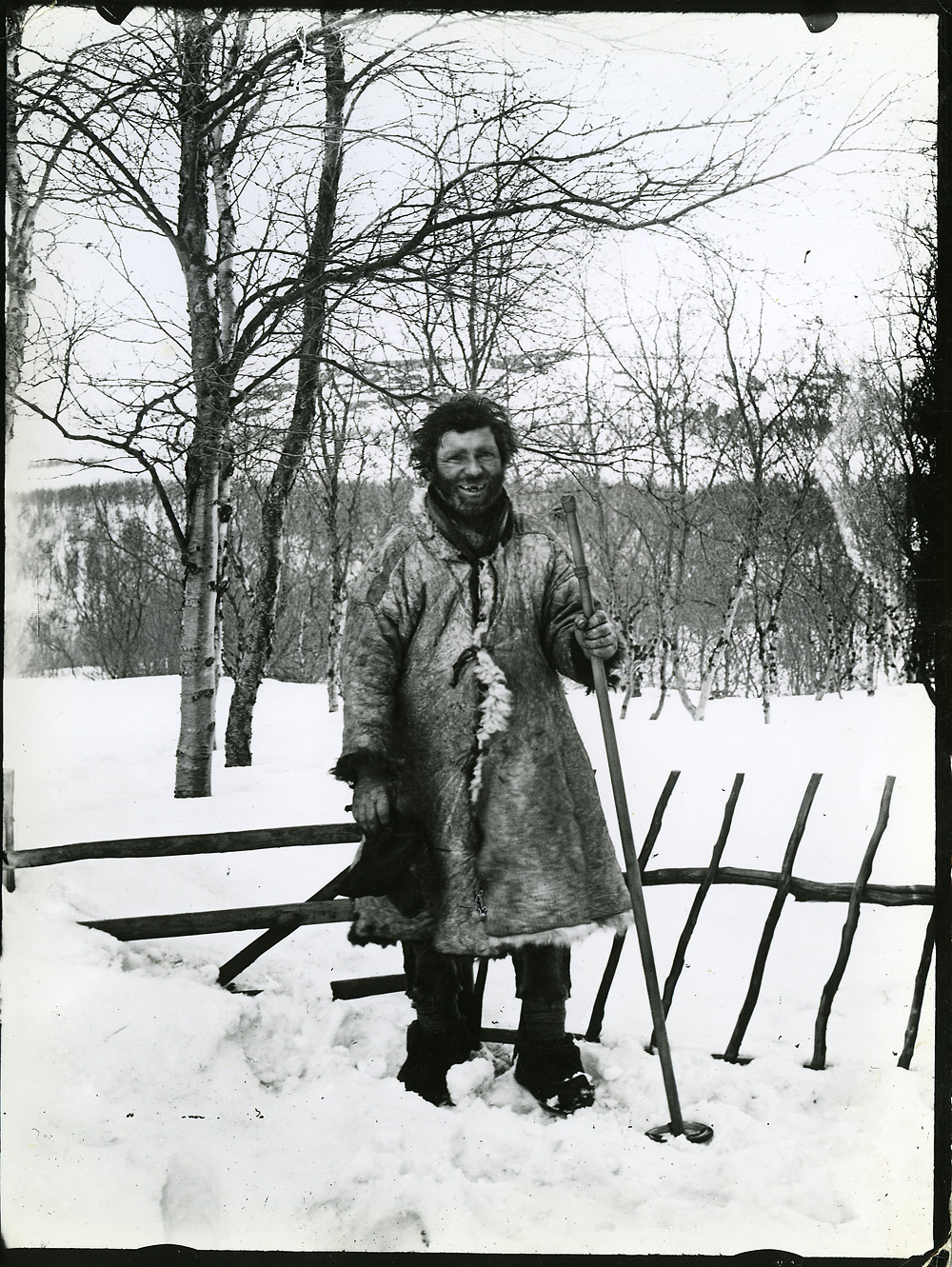
Porträtt av man med skidstav i Korsfjord, 1905
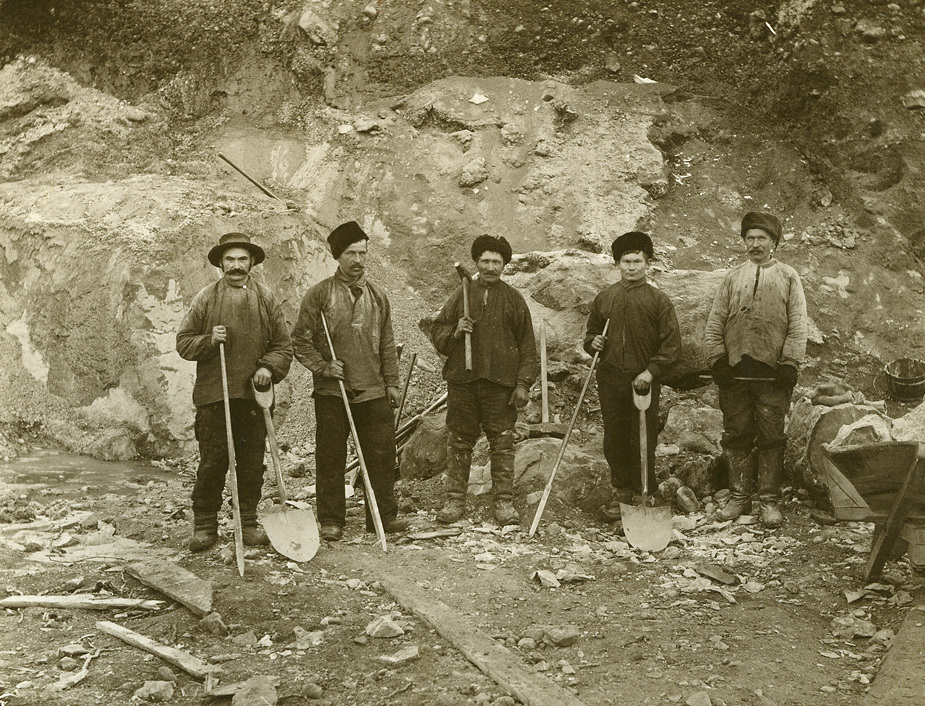
Gruppfotografi av fem arbetare i Kirkenes, 1907